# Diplopía
Diplopía (del gr. διπλόος 'doble', y ὄψ, ὀπός 'vista') es la visión doble, la percepción de dos imágenes de un único objeto. La imagen puede ser horizontal, vertical o diagonal.
Conviene no dejar pasar el síntoma de la diplopía, ya que no posee curación por sí sola, a menos no en primera instancia y generalmente suele ser un aviso (síntoma de alarma) de otra enfermedad de mayor gravedad. Si bien siempre estamos preocupados por las posibles causas siniestras e incluso potencialmente mortales de la diplopía, en un estudio se encontró que solo el 16 % de los pacientes con diplopía tenían etiologías potencialmente mortales.

## Causas
La diplopía se origina por múltiples causas:
- Accidente isquémico transitorio
- Aneurisma
- Celulitis orbitaria
- Diabetes Mellitus
- Enfermedad de Wernicke
- Ependimoma
- Esclerosis múltiple
- Fármacos
- Hipertensión
- Intoxicación (p.ej. toxinas de Clostridium)
- Miastenia Gravis
- Miopatía mitocondrial
- Prolactinoma
- Queratocono
- Traumatismo craneal
- Tumor
- Virus

Cuando desaparece al cerrar un ojo, tiene por lo general dos causas: 
- Parálisis de los músculos oculomotores, con la consiguiente desalineación de los ojos, formándose la imagen en distintos lugares de la retina en cada ojo o
- Estrabismo.

Si al cerrar un ojo no desaparece la doble imagen, esta es causada generalmente por defecto de correlación entre las lentes del ojo.
- Si al mirar con un ojo con visión doble, usando un filtro polarizado, se encuentra al girar el filtro que desaparece la doble imagen, esta se forma por birrefringencia en el cristalino.
- En el caso de la doble imagen viendo con un ojo, es importante verificar la presión introcular, que está relacionada con el glaucoma ocular.

La diplopía también puede ir asociada a enfermedades de cáncer, como en el linfoepitelioma de cavum, en el que el nervio óptico puede verse afectado.

## Diagnóstico
Si un paciente experimenta diplopía debe consultar a un médico urgentemente, que tras la exploración física pueden solicitar:
- Test de Lancaster
- Fondo de ojo
- Análisis sanguíneo (para ver los niveles de glucosa en sangre)
- Resonancia magnética
- Tomografía computarizada

Asimismo, se le indicará al paciente evitar el azúcar y la sal hasta que se tenga los resultados del examen de laboratorio. También se le solicita al paciente la oclusión de un ojo, alternando un día cada lado. De esta manera se evita la visión doble, ya que casi siempre trae como síntomas mareo y dolor de cabeza.
La diplopía en sí misma no trae consecuencias para la salud, la visión no está comprometida ni tampoco la vida, pero las causas de esta enfermedad suelen ser de gravedad, por lo que se deben detectar a tiempo.